# Хшонстава-Велика
Хшонстава-Велика (пол. Chrząstawa Wielka, нім. Klarenkranst, 1937-1945 Klarenwald) — село в Польщі, у гміні Черниця Вроцлавського повіту Нижньосілезького воєводства.
Населення — 900 осіб (2011).
У 1975-1998 роках село належало до Вроцлавського воєводства.

## Демографія
Демографічна структура станом на 31 березня 2011 року:
|          | Загалом | Допрацездатний вік | Працездатний вік | Постпрацездатний вік |
| -------- | ------- | ------------------ | ---------------- | -------------------- |
| Чоловіки | 431     | 108                | 295              | 28                   |
| Жінки    | 469     | 111                | 283              | 75                   |
| Разом    | 900     | 219                | 578              | 103                  |